# Magdalena Knedler
Magdalena Knedler – polska pisarka powieści obyczajowych i kryminalnych. Recenzentka i redaktorka współpracująca z portalami kulturalno-informacyjnymi. Laureatka nagrody EMOCJE 2017 w kategorii „literatura” za powieści pt. Dziewczyna z daleka, Klamki i dzwonki, a także trylogię Nic oprócz…. 
Mieszka i pracuje we Wrocławiu.

## Twórczość
Jako laureatka konkursu na opowiadanie weird fiction, w 2013 roku zadebiutowała opowiadaniem "W labiryncie Sapmi" wydanym przez wydawnictwo Agharta w antologii „Po drugiej stronie. Weird fiction po polsku”. W roku 2014 ukazały się jej dwa kolejne opowiadania będące wynikiem ogólnopolskich konkursów. „Biała sukienka ” wydana w ramach projektu "Literacka podróż po Gdańsku" w  formie e-booka, audiobooka i interaktywnej mapy  oraz „L’art pour l’art”, będące częścią antologii „Kryminalny Olsztyn. Koszary”. W tym samym roku jej opowiadanie „Gaijin, nasiona wiśni i czarny kot” zajęło I miejsce w konkursie „Żorskie Opowieści 2014”, a opowiadanie „Martwe kamienice” zajęło II miejsce w XII Ogólnopolskim Konkursie Literackim im. Marii Komornickiej.
Jej pierwszą powieścią była wydana w 2015 roku książka Pan Darcy nie żyje, za którą otrzymała nominację w kategorii „debiut” do nagrody EMOCJE 2015 – przyznawanej przez Radio Wrocław Kultura za najciekawsze lokalne wydarzenie kulturalne roku – oraz nominację do nagrody WARTO 2016 w kategorii „literatura”, przyznawanej przez wrocławską „Gazetę Wyborczą”. Jej dwie powieści (Dziewczyna z daleka, Nie całkiem białe Boże Narodzenie) zostały uhonorowane przez portal Granice.pl nagrodą Książka Roku 2017 w kategoriach Najlepsza proza oraz Najlepsze kryminały i thrillery.

### Powieści
- Pan Darcy nie żyje, Wydawnictwo Czwarta Strona, rok wydania: 2015[12].
- Winda, Wydawnictwo JanKa, rok wydania: 2016[13].
- Klamki i dzwonki, Wydawnictwo Novae Res, rok wydania: 2016[14].
- Dziewczyna z daleka, Wydawnictwo Novae Res, rok wydania: 2017[15].
- Historia Adeli, Wydawnictwo Novae Res, rok wydania: 2017[16].
- Nie całkiem białe Boże Narodzenie, Wydawnictwo Novae Res, rok wydania: 2017[17].
- Twarz Grety di Biase, Wydawnictwo Novae Res, rok wydania: 2018[18].
- Tylko oddech, Wydawnictwo Novae Res, rok wydania: 2018[19].
- Moje przyjaciółki z Ravensbrück, Wydawnictwo WAM, rok wydania: 2019[20].
- Dziewczyna kata, Wydawnictwo WAM, rok wydania: 2019[21].
- Położna z Auschwitz, Wydawnictwo WAM, rok wydania: 2020[22].
- Narzeczone Chopina, Wydawnictwo Mando, rok wydania: 2021[23]

### Cykl o komisarz Annie Lindholm
- Nic oprócz strachu (tom I), Wydawnictwo Czwarta Strona, rok wydania: 2016[24].
- Nic oprócz milczenia (tom II), Wydawnictwo Czwarta Strona, rok wydania: 2016[25]
- Nic oprócz śmierci (tom III), Wydawnictwo Czwarta Strona, rok wydania: 2017[26].

### CyklOcean Odrzuconych
- Córka jubilera (tom I), Wydawnictwo Novae Res, rok wydania: 2019[27].
- Klątwa Wiecznego Tułacza (tom II), Wydawnictwo Novae Res, rok wydania: 2019[28].

### Opracowania zbiorowe
- Po drugiej stronie. Weird fiction po polsku, Wydawnictwo Agharta, rok wydania: 2013[29].
- Kryminalny Olsztyn. Koszary, Wydawnictwo Oficynka, rok wydania: 2014[30].
- Literacka podróż po Gdańsku, Wojewódzka i Miejska Biblioteka Publiczna im. Josepha Conrada-Korzeniowskiego w Gdańsku, rok wydania: 2015[31].
- Pensjonat pod świerkiem, Wydawnictwo Novae Res, rok wydania: 2017[32].
- Zabójczy pocisk, Wydawnictwo Skarpa Warszawska, rok wydania: 2018.
- Ludzie potrafią latać, Wydawnictwo Novae Res, rok wydania: 2019[33].